# Thắt ống dẫn tinh
Thắt ống dẫn tinh là một thủ tục phẫu thuật để triệt sản nam hoặc tránh thai vĩnh viễn. Trong thủ tục, ống dẫn tinh nam được cắt và buộc hoặc niêm phong lại để ngăn tinh trùng xâm nhập vào niệu đạo và do đó ngăn ngừa thụ tinh của phụ nữ thông qua quan hệ tình dục. Thắt ống dẫn tinh thường được thực hiện tại phòng mạch của bác sĩ, phòng khám y tế hoặc khi được thực hiện trên động vật, trong phòng khám thú y, bệnh viện không thường xuyên phải nhập viện vì quy trình này không phức tạp, vết mổ nhỏ và thiết bị cần thiết là có sẵn.
Có một số phương pháp mà bác sĩ phẫu thuật có thể hoàn thành thủ thuật thắt ống dẫn tinh, tất cả đều áp dụng (tức là "đóng dấu") ít nhất một bên của mỗi ống dẫn tinh. Để giúp giảm lo lắng và tăng sự thoải mái cho bệnh nhân, những người đàn ông có ác cảm với kim tiêm có thể xem xét ứng dụng gây mê "không dùng kim " trong khi các kỹ thuật "không dao mổ " hoặc " kết thúc mở " giúp tăng tốc thời gian phục hồi và tăng cơ hội phục hồi sức khỏe.
Do sự đơn giản của phẫu thuật, việc thắt ống dẫn tinh thường chỉ mất chưa đầy ba mươi phút để hoàn thành. Sau một hồi phục ngắn tại văn phòng của bác sĩ (thường là ít hơn một giờ), bệnh nhân được đưa về nhà nghỉ ngơi. Bởi vì thủ tục là xâm lấn tối thiểu, nhiều bệnh nhân thắt ống dẫn tinh thấy rằng họ có thể tiếp tục hành vi tình dục điển hình của họ trong vòng một tuần, và làm như vậy với ít hoặc không có khó chịu nào.
Do quy trình được coi là phương pháp tránh thai vĩnh viễn và không dễ dàng đảo ngược, nam giới thường được tư vấn/khuyên nên xem xét kết quả lâu dài của việc thắt ống dẫn tinh có thể ảnh hưởng đến họ cả về cảm xúc và thể chất. Thủ tục này thường không được khuyến khích đối với những người đàn ông trẻ độc thân trẻ tuổi vì cơ hội làm cha mẹ sinh học của họ ít nhiều bị giảm xuống gần như bằng không. Nó hiếm khi được thực hiện trên chó (thiến, một quy trình khác, vẫn là lựa chọn kiểm soát sinh sản ưa thích cho chó) nhưng thường được thực hiện trên bò đực.